# Atopobium deltae
Atopobium deltae es una especie de bacteria grampositiva del género Atopobium. Fue descrita en el año 2014. Su etimología hace referencia al Hospital Delta en Roeselare, Bélgica. Es anaerobia estricta e inmóvil. Tiene un tamaño de 1 μm de ancho por 1,2-1,5 μm de largo. Crece de forma individual o en parejas. Forma colonias no hemolíticas, lisas y convexas. Crece en TSA, agar Schaedler y agar sangre. Es sensible a clindamicina, meropenem, penicilina y vancomicina. Resistente a metronidazol. Tiene un contenido de G+C de 50,3%. Se ha aislado en la sangre de un paciente con gangrena de Fournier en Bélgica.